# ماريانو أمارو
ماريانو أمارو هو لاعب كرة قدم برتغالي، ولد في 7 أغسطس 1915 في لشبونة في البرتغال، وتوفي في 23 مايو 1978. شارك مع منتخب البرتغال لكرة القدم. أما مع النوادي، فقد لعب مع نادي بيلينينسش.

## مسيرته الكروية
لعب ماريانو أمارو خلال مسيرته الاحترافية مع نادِ واحدٍ في ثلاثة عشر موسمًا وسجل خلالها 3 أهداف ضمن 213 مباراة. حيث فاز في موسم واحد بالكأس وفي موسم واحد بالدوري.
خاض ماريانو أمارو مسيرته مع نادي بيلينينسش في موسم 1935–36 ليلعب معه ثلاثة عشر موسمًا، مشاركًا في 213 مباراة سجل خلالها 3 أهداف.

## وصلات خارجية
- ماريانو أمارو على موقع قاعدة بيانات كرة القدم.إي يو (الإنجليزية)
- ماريانو أمارو على موقع ناشيونال فوتبول تيمز (الإنجليزية)